# Cryptops stabilis
Cryptops stabilis är en mångfotingart som beskrevs av Chamberlin 1944. Cryptops stabilis ingår i släktet Cryptops och familjen Cryptopidae. Inga underarter finns listade i Catalogue of Life.